# NGC 4246
NGC 4246 é uma galáxia espiral não barrada na constelação de Virgem. Sua velocidade em relação ao fundo cósmico de micro-ondas é de 4064 ± 24 km/s, o que corresponde a uma distância de Hubble de 195,5 ± 13,7 Mal (59,94 ± 4,21 Mpc). No entanto, 20 medições sem redshift indicam uma distância de 172,01 ± 10,57 Mal (52,740 ± 3,241 Mpc). Ela foi descoberta pelo astrônomo germano-britânico William Herschel em 13 de abril de 1784. Também foi observada pelo astrônomo alemão Arnold Schwassmann em 30 de outubro de 1899 e listada no Catálogo de Índice como IC 3113.
De acordo com o banco de dados SIMBAD, NGC 4246 é uma galáxia LINER, ou seja, uma galáxia cujo núcleo possui um espectro de emissão caracterizado por linhas largas de átomos fracamente ionizados.
NGC 4246, juntamente com NGC 4235 e NGC 4247, estão listadas juntas como Holm 359 na obra de Erik Holmberg A Study of Double and Multiple Galaxies Together with Inquiries into some General Metagalactic Problems, publicada em 1937.

## Supernovas
Duas supernovas foram observadas em NGC 4246:
- SN 1975C (tipo desconhecido, mag. 18) foi descoberta pelo astrônomo americano Charles Kowal em 15 de março de 1975.[6][7]

- SN 1984U (tipo desconhecido, mag. 18) foi descoberta por L. E. Gonzalez no Observatório Cerro El Roble em 2 de março de 1984.[8][9]